# Rafaela Alburquerque
Rafaela ‘Lila’ Alburquerque de González (San José de Los Llanos, 19 de septiembre de 1947) es una abogada, política, diputada y embajadora dominicana. De 2016 a 2024 ejerció como diputada por la provincia San Pedro de Macorís. De mayo de 2011 a abril de 2017 se desempeñó como embajadora de la República Dominicana ante la República China de Taiwán; estando por 8 meses en una dualidad de funciones públicas que fue criticada, debido a que Alburquerque gozó de dos sueldos del Estado.

## Biografía
Es hija de Claudio Manuel Alburquerque Frías e Isabel Castro. Se graduó de Doctora en Derecho en la Universidad Central del Este en 1985 y luego ocupó el cargo de Juez de Paz en su pueblo natal, San José de los Llanos.
Se casó con el General Rafael González, oriundo del municipio de Quisqueya. El matrimonio tiene cuatro hijos, entre ellos el actual regidor de esta ciudad Inty Alburquerque, de un matrimonio anterior.

## Vida profesional
Presidió la II Conferencia de Legisladores de Latinoamérica en 1998 y representó a la República Dominicana en la VIII Conferencia del Parlamento Europeo-Latinoamericano. Es miembro de honor del Parlamento Latinoamericano y del Parlamento Centroamericano.
Fue Diputada al Congreso Nacional Dominicano en reresentación de la provincia de San Pedro de Macorís por el Partido Reformista Social Cristiano. Fue elegida Presidenta de la Comisión Política del Partido Reformista Social Cristiano en 1992.
Presidenta en Funciones del Partido Reformista Social Cristiano en 2005. 
Vicepresidenta del Partido Reformista Social Cristiano 2004-2005. 
Presidenta del Secretariado de la Mujer del Partido Reformista Social Cristiano, 2004-2005. 
Diputada al Congreso Nacional por la Provincia San Pedro de Macorís por el Partido Reformita Social Cristiano 2002-2006.
Presidenta del FOPREL 2001-2002. 
Diputada al Congreso Nacional en representación de la provincia de San Pedro de Macorís, por el Partido Reformista Social Cristiano, 1998-2002.
Cónsul General de la República Dominicana en Amberes, Bélgica 1997-1998. 
Cónsul General de la República Dominicana en Hamburgo, Alemania, 1994-1997. 
Vocera del Bloque de Diputados del Partido Reformista Social Cristiano 1988-1990.
Diputada al Congreso Nacional por la Provincia San Pedro de Macorís por el Partido Reformista Social Cristiano (PRSC), 1990-1994. 
Vocera Bloque de Diputados del Partido Reformista Social Cristiano (PRSC) 1990-1993. 
Secretaria del Bufete Directivo de la Cámara de Diputados, 1987-1988. 
Vice-Vocera del Bloque de Diputados del Partido Reformista Social Cristiano (PRSC), 1986-1987. 
Diputada al Congreso Nacional por la Provincia San Pedro de Macorís, (PRSC) 1986-1990. Ha sido Juez de Paz en San José de Los Llanos, San Pedro de Macorís (1978).
Ha sido la primera mujer en presidir la Cámara de Diputados de la República Dominicana (1999-2000). 
Fue elegida Segunda Vicepresidenta del Partido Reformista Social Cristiano 2005.

## Escándalo salarial
En noviembre del año 2016 se destapa el escándalo donde Alburquerque aparece cobrando dos salarios en el Estado dominicano, como embajadora en Taiwán y como diputada por su provincia, violando una prohibición de la Constitución dominicana. Lila recibió la crítica de todos los sectores de la sociedad dominicana, incluyendo algunos colegas diputados. El analista político establecido en Washington, Geovanny Vicente Romero, conocedor del tema por su experiencia como asesor y conferencista sobre la Ley n.º 41-08 de Función Pública de la República Dominicana, escribió un artículo sobre el escándalo, siendo este publicado ampliamente en medios de comunicación de diferentes países. En su escrito, Vicente Romero dice que “por varios años impartí conferencias y charlas en todo el país sobre la “Ética del Servidor Público y la Ley No. 41-08 de Función Pública” y si hay algo que no olvido son las prohibiciones. Ese mandato de la Ley n.º 41-08 sería automático si la Contraloría General se respetara a sí misma y lo aplicara con el envío de nóminas de cada mes, sumariamente y no selectivamente. Los problemas crean oportunidades, y aquí veo una oportunidad para el desarrollo de las TIC, crear un sistema que detecte el número de cédula de una persona en todas las instituciones, de manera automática y sin esfuerzo humano. Supongo que ya cuentan con este sistema, lo que es peor. Transparencia y rendición de cuentas: asignatura pendiente del gobierno abierto en la República Dominicana”.
“Finalmente, en todo caso, la supervisora inmediata de Lila es la Presidenta de la Cámara de Diputados, Lucía Medina, no el Presidente de la República, Danilo Medina. ¡Bueno, es lo mismo! Porque aunque son poderes del Estado “separados e independientes”, están dirigidos por hermanos (de sangre y partido) a la cabeza de cada uno. ¡Qué explicación tan absurda la de la Albuquerque! Mientras el presidente decide, ella sigue cobrando los dos salarios. ¡Despierta pueblo dominicano!”.
Además, entre los diputados que pidieron su renuncia se encuentra Elpidio Báez. Ya Rafaela Alburquerque había sido sancionada en el pasado por el Partido Reformista Social Cristiano (PRSC), su propia organización, por incurrir en otras conductas de indisciplina a través de la sanción No. 003-2015.